# فاجعه (فیلم ۱۹۹۳)
فاجعه (به ارمنی: Աղետ) فیلمی ارمنی است که در ۱۹۹۳ ساخته شده است.

## داستان
هفت زندانی برای پیداکردن اقوام خود در شهر ویران شده از زلزله فرار کرده‌اند. رئیس مسن کلنی برای یافتن فراری‌های و تحویل  دستور مرخصی دو هفته‌ای به آنها راهی می‌شود.

## بازیگران
- چمبه - لئون غازاریان
- لادو - گاگیک اژویان
- پرنده - همایاک مرادیان
- «ریکام» - سرگیس بلیکیان
- چوپور - رومن آوینیان
- تیگران - تیگران مخویان
- پاخان - هوانس پاخانیان
- کاپیتان شبه‌نظامیان - ولودیا گریگوریان
- گوگوش - رودولف قوندیان

### در قسمت‌ها
- آ. سوگومونیان
- آر مارگاریان
- ای کاراپتیان
- آر مخیتاریان
- Ժ. موسیسیان
- ن اوتیسیان
- ای ملکونیان
- گ گریگوریان
- خ. میناسیان
- آ. آقابکیان.

## یادداشت
1. ↑  "Աղետ ֆիլմի մասին տեղեկություն «Հայկական կինո» կայքում". Archived from the original on 2014-06-25. Retrieved 2015-01-04.